# Naver
Pour l'entreprise, voir Naver (entreprise).
 (mai 2023).
Si vous disposez d'ouvrages ou d'articles de référence ou si vous connaissez des sites web de qualité traitant du thème abordé ici, merci de compléter l'article en donnant les références utiles à sa vérifiabilité et en les liant à la section « Notes et références ».
Naver (hangeul : 네이버) est une plateforme en ligne sud-coréenne gérée par la société Naver Corporation. Le site a été créé en 1999 en tant que premier portail Web en Corée à développer et utiliser son propre moteur de recherche. Il a également été le premier opérateur au monde à introduire la fonction de recherche intégrée, qui compile les résultats de recherche de différentes catégories et les présente sur une seule page. Depuis, Naver a ajouté une multitude de nouveaux services telles que le courrier électronique et les nouvelles, puis aussi la première plateforme de questions-réponses en ligne Knowledge iN.
En septembre 2017, le moteur de recherche traite 74,7 % de toutes les recherches sur le Web en Corée du Sud et compte 42 millions d'utilisateurs inscrits. Plus de 25 millions de Coréens ont Naver comme page de démarrage sur leur navigateur par défaut, et l'application mobile a 28 millions de visiteurs quotidiens. Naver est également constamment appelé « Google de la Corée du Sud ». En avril 2025, c'est le vingt-et-unième site web le plus visité au monde.

## Junior Naver
Junior Naver (hangeul : 쥬니어 네이버), également connu sous le nom Juniver (hangeul : 쥬니버), est un site portail pour les enfants considérés similaire à Yahooligans. Junior Naver offre des services tels que des avatars, du contenu éducatif, des quiz, des vidéos, des questions-réponses ainsi qu'un service d'aide pour les devoirs. Junior Naver utilise un panel d'experts et d'éducateurs pour filtrer les contenus nuisibles pour les enfants. Depuis que ses concurrents Daum Kids et Yahoo Kids ont fermé leurs portes, Junior Naver est le seul site portail pour enfants en Corée.

## Webtoon
Naver Webtoon (hangeul : 네이버 만화) publie des manhwas sous forme numérique, dont plusieurs trouvent un public sur les continents américain et européen, faisant découvrir une facette de la culture littéraire coréenne. Certains titres ont été traduits en français, dont The Gamer, Noblesse, Tower of God, Girls of the Wild, True Beauty. En avril 2022, Webtoon est disponible en huit langues : coréen, français, chinois, espagnol, indonésien, allemand, anglais et thaï.

## Café
Naver Café (hangeul : 네이버 카페) est un service qui permet aux utilisateurs de Naver de créer leurs propres communautés internet. Il y avait 10,5 millions de cafés en activité en mai 2017.

## Blog
Naver Blog (hangeul : 네이버 블로그) a commencé en juin 2003 avec le nom de paper (« papier ») et est devenu « blog » en octobre 2003. Il comptait 23 millions d'utilisateurs en avril 2016.

## Naver Now
Naver Now (Anciennement Naver TV) est un réseau de diffusion Web qui fournit principalement des webdiffusions distribuées par Naver.

## Knowledge iN
Knowledge iN (hangeul : 지식인), anciennement Knowledge Search (hangeul : 지식검색), est une plateforme de questions-réponses en ligne lancée en octobre 2002. Cet outil permet aux utilisateurs de poser des questions et de recevoir des réponses d'autres utilisateurs. Knowledge iN a été un premier exemple d'exploitation du contenu généré par les utilisateurs pour augmenter la quantité d'informations disponibles sur le Web, en particulier en coréen. Bradley Horowitz, vice-président de la stratégie produit chez Yahoo!, a cité Knowledge iN comme la source d'inspiration pour Yahoo! Answers, qui a été lancé trois ans après que Naver a présenté le service original.
Open Dictionary est une base de données d'articles informatifs générés par les utilisateurs. Les utilisateurs peuvent créer un article seuls, ou ils peuvent également permettre à d'autres utilisateurs de contribuer en créant un fil d'articles sur le même sujet. Les utilisateurs peuvent également ajouter leurs propres réponses de Knowledge Q&A sur le service Open Dictionary.

## Dictionnaire
Naver Dictionary (hangeul : 네이버 사전) prend en charge 34 langues, dont anglais, coréen, chinois, caractères chinois, japonais, vietnamien, ouzbek, indonésien, thaï, arabe, cambodgien, tamoul, mongol, hindi, persan, népalais, swahili, français, allemand, espagnol, russe, italien, latin, portugais, turc, géorgien, albanais, ukrainien, roumain, néerlandais, suédois, hongrois, polonais et tchèque à partir de mai 2017. La reconnaissance de l'écriture manuscrite est soutenue en japonais et en chinois. En 2016, Naver a annoncé qu'elle investirait 10 milliards de wons pour le développement des dictionnaires de langues.

## Encyclopédie
Naver Encyclopedia (hangeul : 네이버 지식백과) se compose d'une base de données professionnelles avec plus de 3 millions d'entrées provenant de nombreuses encyclopédies différentes.

## Site Web
- (ko) Site officiel